# گیترزبرگ ۷۲۵۹
سیارک ۷۲۵۹ (به انگلیسی: 7259 Gaithersburg، نامگذاری:1994EG1) هفت هزار و دویست و پنجاه و نهمین سیارک کشف شده‌است که در ۶ مارس ۱۹۹۴ کشف شد.
قدر مطلق سیارک برابر ۳۳.۸ است.